# Langelurillus primus
Langelurillus primus är en spindelart som beskrevs av Maciej Próchniewicz 1994. Langelurillus primus ingår i släktet Langelurillus och familjen hoppspindlar. Inga underarter finns listade i Catalogue of Life.